# 청주상당경찰서
청주상당경찰서(淸州上黨警察署, Cheongju Sangdang Police Station)는 충청북도경찰청이 관할하는 경찰서 중 하나이다. 충청북도 청주시 상당구 일부지역과 서원구 일부지역을 관할한다.
2014년 청주시와 청원군(통합 후에는 '청원구')의 통합 후에는 자동으로 상당구 관할이되기 때문에 위치와 명칭논란이 있다.
서장은 총경으로 보한다.

## 기본 정보
- 주소: 충청북도 청주시 상당구 목련로 266 (운동동)
- 우편번호: 28758

## 관할 파출소 및 지구대
청주상당경찰서는 3개 지구대와 4개 파출소를 산하에 두고 있다.
| 명칭       | 사진 | 주소                         | 관할구역                                 | 치안센터     |
| ---------- | ---- | ---------------------------- | ---------------------------------------- | ------------ |
| 분평지구대 |      | 서원구 분평로 37             | 서원구 분평동, 모충동, 수곡1·2동, 산남동 | 모충치안센터 |
| 용암지구대 |      | 상당구 용암북로160길 7       | 상당구 용암1·2동, 용담명암산성동, 영운동 |              |
| 성안지구대 |      | 상당구 상당로 94             | 상당구 성안동, 중앙동 일부               |              |
| 미원파출소 |      | 상당구 미원면 미원시내2길 43 | 상당구 미원면, 낭성면                    |              |
| 남일파출소 |      | 상당구 남일면 단재로 657     | 상당구 남일면                            |              |
| 문의파출소 |      | 상당구 문의면 문의시내로 1   | 상당구 문의면                            |              |
| 가덕파출소 |      | 상당구 남일면 보청대로 4761  | 상당구 가덕면                            |              |